# Valami, amit az ujjaddal csinálhatsz
A Valami, amit az ujjaddal csinálhatsz (Something You Can Do with Your Finger) a South Park című sorozat ötvenhatodik része (a negyedik évad nyolcadik epizódja). Elsőként 2000. július 12-én sugározták az Egyesült Államokban.

## Cselekmény
|  | Alább a cselekmény részletei következnek! |

Cartman azt álmodja, hogy három barátjával fiúbandát alapított és együtt óriási sikerű koncertet adtak. Amikor felébred, úgy dönt, csinál egy saját együttest és keres 10 millió dollárt. Stannel, Kyle-lal, Kennyvel és Wendyvel (akit fiúnak álcáznak) megalapítják a fiúbandát, „Ujjal bumm” („Fingerbang”) néven. Megpróbálnak fellépni a helyi plázában, de összetűzésbe kerülnek a biztonsági őrökkel.
Eközben Stan apja megőrül, mikor tudomására jut a srácok terve és különösebb magyarázat nélkül megtiltja Stannek, hogy együttesben játsszon. Egy dührohama után azonban kiderül, hogy a '80-as években ő is tagja volt egy fiúcsapatnak, emiatt kimaradt az iskolából és otthagyta a családját, valamint a barátait. Óriási sikereket ért el és rengeteg pénzt keresett a csapattal, de pár év múlva lecserélték őket egy fiatalabb zenekarra. Ezután szinte minden pénzét az adósságaira költötte, a maradék vagyonából pedig hazatért és befejezte az iskolát. Végül mégis beleegyezik Stan fellépésébe, mert rájön, hogy a fiának is el kell követnie a saját hibáit, hogy tanuljon belőlük. Együtt elrohannak a plázába, mert a fellépés a késés miatt veszélybe került.
Időben odaérnek, de Kenny váratlanul meghal (egy lift összepréseli), ezért Stan apja lesz az ötödik tag. Előadják a dalukat, majd a visszafogott sikert látva a fiúk úgy döntenek, hogy nem tudják kezelni a hirtelen jött „hírnevet”, ezért szüneteltetik a zenélést.

## Kenny halála
- Kennyt összepréseli egy lift; mivel a banda csak öttagú lehet, ezért Randy helyettesíti.

## Utalások
- Amikor Randy dührohamot kap, lefejeli a szekrényt és kiabál, a Star Trek: Kapcsolatfelvétel című film egyik jelenetére emlékeztet, melyben Picard kapitány tesz hasonlóképpen.
- Amikor Cartmanék meghallgatást tartanak, a zongorázó kisfiú kísértetiesen emlékeztet a Snoopy című képregény egyik szereplőjére, aki szintén zongorista.

## Érdekességek
- Trey Parker és Matt Stone együttesének neve eredetileg „Fingerbang” lett volna, de aztán a DVDA név mellett döntöttek.